# 伊集院さら
伊集院 さら（いじゅういん さら、1980年11月27日 - ）は、日本のAV女優。
東京都出身。
趣味：クラシックバレエ。

## 略歴
- 1999年 - 『誘惑』でAVデビュー。
- 2000年 - 伊集院沙羅に改名。その後いったん引退。
- 2006年 - 青山ひろみで再デビュー。

現在は引退している。

## 作品

### アダルトビデオ
伊集院さら（伊集院沙羅） 名義
- 誘惑（1999年5月28日、宇宙企画）
- おしゃぶり天女（1999年6月25日、宇宙企画）
- 私を犯して下さい（1999年7月27日、宇宙企画）
- COSTUME-PARADISE2（2000年5月22日、Mr.プレジデント）
- Angel（2000年6月1日、アイデアポケット（アタッカーズ））
- 放課後美少女かたろぐ22（2000年7月1日、アイデアポケット）
- 極絶鬼破 伊集院沙羅（2000年8月22日、フリーク ビジョン）
- エネマスキャンダル 浣腸淑女　（2003年4月25日、シネマジック）
- 秘密 インケイジュ2　（2004年4月3日、MOODYZ）…共演:藍山みなみ、妹川尚子
- 無期懲役痴女刑務所　【集団雑居房編】　（2004年6月15日、MOODYZ）…共演:森咲小雪、一ノ瀬悠、北山静香、風野チカ、Aoi.、酒井ちあき、夢村早紀
- 塀の中の懲りない痴女と僕の獄中性活　無期懲役痴女刑務所　刑期延長編　（2004年8月1日、MOODYZ）…共演:森咲小雪、一ノ瀬悠、北山静香、風野チカ、Aoi、酒井ちあき、夢村早紀

青山ひろみ 名義
- 腰振り痴女の美脚レースクイーン!!衝撃デビュー! （2006年9月21日、SODクリエイト）
- 腰振り痴女の美脚レースクイーン　衝撃S痴女の騎乗位SEX!!（2006年10月19日、SODクリエイト）
- 腰振り痴女の美脚レースクイーン!美痴女が淫語連発で男嫐り!!（2006年11月16日、SODクリエイト）
- ふやけるビク乳首の極上コース（2011年1月13日、啖壺奇譚）他出演：瀬奈ジュン、黒田麻世、桜田映子、菊川麻里、柚月のどか、秋本美乃里、牧瀬ゆう、千葉那月、大川ゆみ